# Scelio cheops
Scelio cheops är en stekelart som beskrevs av Nixon 1958. Scelio cheops ingår i släktet Scelio och familjen Scelionidae. Inga underarter finns listade i Catalogue of Life.